# Чудиново (Кировская область)
Чудиново — село Орловского района Кировской области России. Входит в Орловское сельское поселение.

## Название
В конце XVII века началось строительство православного храма на Чудиновском холме. После окончания подготовки и заложения каменных блоков под церковь за одну майскую ночь было всё вымыто ливнем к подножию холма. После недели восстановления и возвращения всех строительных материалов на вершину за очередную ночь всё было снесено в исходное место, что и послужило знаком строительства «Троицкой церкви» именно в низине под холмом, что и явилось причиной названия Чудиново (от слова «чудо»).

## География
Находится в 52 км от города Кирова.

## История
Дата основания села — 1616 год.

## Население
| 2010 |
| ---- |
| 349  |